# Monroe County, Iowa
Monroe County är ett administrativt område i delstaten Iowa, USA. År 2010 hade countyt 7 970 invånare. Den administrativa huvudorten (county seat) är Albia.

## Geografi
Enligt United States Census Bureau har countyt en total area på 1 124 km². 1 122 km² av den arean är land och 2 km² är vatten.

### Angränsande countyn
- Marion County - nordväst
- Mahaska County - nordost
- Wapello County - öst
- Appanoose County - söder
- Lucas County - väst

### Orter
- Albia (huvudort)
- Eddyville (delvis i Mahaska County, delvis i Wapello County)
- Lovilia
- Melrose